# 大井廣介
大井 廣介（おおい ひろすけ、1912年12月16日 - 1976年12月4日）は、日本の文芸評論家、野球評論家。本名、麻生賀一郎。麻生太郎の父親である麻生太賀吉は従兄にあたる。

## 人物
福岡県出身。旧制嘉穂中学校卒業。早くに父を喪ったため、伯父から庇護を受ける。1930年に東京へ行く。1939年、文芸同人誌『槐』（えんじゅ）を創刊。1940年、同誌の誌名を『現代文学』と改め、平野謙や荒正人、佐々木基一、杉山英樹たちを迎えて文芸時評を執筆。同誌を昭和10年代の代表的な文芸同人誌に育て上げた。
同誌は戦後の『近代文学』の礎となったが、大井は『近代文学』から距離を置き、党派性を批判して自由人を標榜。イデオロギーを排し、ゴシップ的手法によって社会批判をおこなった。
『群像』1956年2月に「文学者の革命実行力」を発表した。
異色の野球評論家としても活躍。『週刊ベースボール』に長期にわたってコラムを連載していた。
また、「近代文学」の仲間は探偵小説好きが多かったが、大井もミステリ好きで、戦争中には、坂口安吾、平野謙、荒正人、檀一雄らを自宅に集め、犯人あてのゲームに興じていた。このゲームは大井の家が戦災で焼失したのち、戦後になってからも埴谷雄高邸に場所を移して行われた。「田島莉茉子」名義でミステリ『野球殺人事件』（1951年刊行）を発表したのは、大井と言われている。また、1960年代には雑誌「エラリー・クイーンズ・ミステリ・マガジン」にミステリ時評を発表。死後に『紙上殺人現場』として刊行された。

## 著書
- 藝術の構想 竹村書房, 1940
- プロ野球22シーズンとトラブルの歴史 ベースボール・マガジン社, 1956
- 左翼天皇制  拓文館, 1956／ぺりかん社, 1976
- 文学者の革命実行力 青木書店, 1956
- 革命家失格  拓文館, 1957
- バカの一つおぼえ 近代生活社, 1957
- プロ野球騒動史 ベースボール・マガジン社, 1958
- 英雄よみがえる 日本武将列伝 光文社, 1958
- プロ野球エンマ帳 ベースボール・マガジン社, 1958
- タイガース史 ベースボール・マガジン社, 1958
- ちゃんばら芸術史 実業之日本社, 1959 
  - ちゃんばら藝術史 深夜叢書社, 1995.10。増補版（巻末エッセイ：埴谷雄高）
- 巨人の光と影 三十年のすべて 河出書房新社, 1964
- 独裁的民主主義 スターリン帝政の模型　インタープレス, 1976.12
- 紙上殺人現場 からくちミステリ年評　社会思想社 現代教養文庫, 1987.11